# Хассан, Махмуд
Махму́д Хасса́н (араб. محمود حسن‎; род. 1 октября 1994 года), известный также как Трезеге́, — египетский футболист, полузащитник египетского клуба «Аль-Ахли» и сборной Египта.

## Клубная карьера
Трезеге — воспитанник каирского клуба «Аль-Ахли». За эту команду он дебютировал в 2012 году, сыграв несколько встреч Лиги чемпионов КАФ. В сезоне 2012/13 Трезеге дебютировал в египетской премьер-лиге, провёл семь матчей. В 2013 году он был на просмотре во французской команде «Ницца».
6 апреля 2015 года Махмуд Хассан перешёл в бельгийский «Андерлехт» на правах аренды (с правом выкупа).

## Карьера в сборной
В составе молодёжной сборной Египта Трезеге провёл одиннадцать матчей и забил два гола. Он принимал участие на чемпионат мира среди молодёжных команд 2013 и победном для своей сборной молодёжном чемпионате Африки 2013.
В июне 2018 года Махмуд Хассан отыграл три матча за сборную Египта в групповых матчах финальной части чемпионата мира по футболу в России.
Летом 2019 года Махмуд был вызван в состав своей национальной сборной на Кубок африканских наций в Египте. В первом матче против Зимбабве он на 41-й минуте забил гол, а его команда победила 1:0.

## Достижения
«Аль-Ахли»
- Победитель Лиги Чемпионов КАФ (2): 2012, 2013
- Обладатель Суперкубка КАФ (2): 2013, 2014
- Обладатель Кубка Конфедерации КАФ: 2014
- Обладатель Суперкубка Египта: 2014

Молодёжная сборная Египта
- Победитель молодёжного чемпионата Африки: 2013